# Khéma
Khéma Théri Buddha két legfőbb női tanítványa (bhikkhuni) közül az egyik (a másik Uppalavanná).
Nevének jelentése "nyugodt". Khéma a tizenhat ősi indiai királyság egyik királyi családjának volt a tagja, Magadha királyának, Bimbiszára királynak egyik felesége.
A buddhista hagyományok szerint Khéma tisztában volt saját szépségével és nem is akart találkozni Buddhával, mivel tudta, hogy ő nem foglalkozik a vizuális szépség világi értékeivel. Férjétől hallott Buddháról, aki megkérte Khémát, hogy menjen el hozzá és hallgassa meg egy előadását. Amikor Khéma közeledett Buddhához, a természetfeletti képességekkel rendelkező tanító egy rendkívüli szépségű nőt jelenített meg saját társaságába, akinek a szépsége meghaladta még Khémáét is. Khémát teljesen lenyűgözte a nő szépsége, mire Buddha lassan megöregítette a vizionált szépséget:
Khéma látta ahogy a gyönyörű nő bőre megráncosodik, a haja megőszül és a teste megvénül. Azután látta, hogy a test összeesik és meghal. Csak a holtteste maradt, amely rövidesen már csak egy halom csontváz volt. Miután Khéma megértette, hogy minden függő jelenség állandótlan, azt is megértette, hogy ugyanez fog vele is történni. (Szamjutta-nikája 2.22)
Khéma ezután meghallgatta Buddha előadását, amelynek végén elérte a teljes megvilágosodást és az arhat tudatszintet. Férje engedélyével Khéma is csatlakozott a buddhista közösséghez, a Szanghához.

## A buddhista szövegekben
Több történet is szól a páli kánon részét képező Szutta-pitaka Khuddaka-nikája gyűjteményben található Dzsátaka mesékben Khéma korábbi életeiről (347, 354, 397, 501, 502, 534).
A Szamjutta-nikája 44.1 szuttában Paszenadi király tesz fel neki kérdéseket Buddha létezésével kapcsolatban.